# Khirzantemy
Khirzantemy é um filme de drama russo de 1914 dirigido por Pyotr Chardynin.

## Enredo
O filme fala sobre a bailarina Vera Nevolina, o grande devedor apaixonado Vladimir. Vera quer ajudar Vladimir a pagar suas dívidas e oferece-lhe suas joias, mas Vladimir começa a cortejar uma viúva jovem e rica na esperança de que ela se case com ele e ele pague com todas as suas dívidas.

## Elenco
- Vera Karalli...	Vera Alekseyevna Nevolina
- Ivan Mozzhukhin...	Vladimir
- Raisa Reizen
- Sofya Goslavskaya
- Lidiya Tridenskaya
- Aleksandr Kheruvimov